# کمیته المپیک مصر
کمیته المپیک مصر (عربی: اللجنة الأولمبية المصرية) یک سازمان ورزشی است که نماینده کشور قاهره در کمیته بین‌المللی المپیک می‌باشد.
این سازمان که در سال ۱۹۱۰ تأسیس شده مسئول آماده‌سازی و اعزام ورزشکاران به بازی‌های المپیک، بازی‌های المپیک جوانان و بازی‌های آفریقایی است.